# Amblyceps carinatum
Amblyceps carinatum là một loài cá da trơn thuộc họ Amblycipitidae. Loài này được biết đến từ phần thượng lưu của lưu vực sông Irrawaddy ở Myanmar.